# Campbell (Dominica)
Campbell ist ein Ort im Westen von Dominica. Die Gemeinde liegt im Parish Saint Paul.

## Geographische Lage
Campbell liegt drei Kilometer östlich von Mahaut.